# Едгардо Фарінья
Едгардо Фарінья (ісп. Edgardo Fariña, нар. 19 жовтня 2001, Панама) — панамський футболіст, захисник російського клубу «Хімки» та національної збірної Панами. Виступав також за клуби «Індепендьєнте» (Ла-Чоррера) та «Мунісіпаль».

## Клубна кар'єра
Едгардо Фарінья народився 2001 року в місті Панама, та є вихованцем юнацьких команд футбольних клубів «Ріо-Абахо» та «Пласа Амадор». У професійному футболі дебютував 2020 року виступами за команду «Атлетіко Насьйональ», в якій грав до 2021 року. У 2021 році Фарінья перейшов до клубу «Індепендьєнте» (Ла-Чоррера), але вже в 2022 році футболіста віддали в оренду до іншого панамського клубу «Універсітаріо», а в 2023 році Фарінья також на правах оренди перейшов до гватемальського клубу «Мунісіпаль». У складі «Мунісіпаля» панамський футболіст став чемпіоном Гватемали.
З липня 2024 року Едгардо Фарінья грає у складі російського клубу «Хімки» на правах постійного контракту.

## Виступи за збірні
Протягом 2022—2023 років Едгардо Фарінья залучався до складу молодіжної збірної Панами. На молодіжному рівні зіграв у 8 офіційних матчах.
У 2022 році Фарінья дебютував у складі національної збірної Панами. У складі збірної був учасником розіграшу Кубка Америки 2024 року у США. Станом на грудень 2024 року зіграв у складі національної збірної 10 матчів, у яких забитими м'ячами не відзначився.

## Титули і досягнення
- Чемпіон Гватемали (1): 2024 Клаусура